# David Icke
David Vaughan Icke (29 de abril de 1952) é um escritor, palestrante inglês, que desde a década de 1990 dedica-se a falar sobre "quem e o que está realmente controlando o mundo". Anteriormente, foi jogador de futebol profissional, locutor, e comentarista esportivo, além de porta-voz do Partido Verde da Inglaterra e do País de Gales. Ao longo de sua vida, já publicou 20 livros que explicam suas ideias, pensamentos e visões, tendo já palestrado em cerca de 25 países.
Icke desenvolveu uma visão mundial tanto política quanto moral, que combina espiritualidade com uma denúncia apaixonada daquilo que ele percebe como tendências totalitárias e orwellianas no mundo moderno, uma posição que foi descrita como "conspiracionismo da nova era".
No cerne das teorias de Icke está a visão de que o mundo é comandado por um grupo secreto chamado "Elite Global" ou "Illuminati", os quais relacionou com Os Protocolos dos Sábios de Sião. Em 1999, publicou The Biggest Secret, no qual disse que os Illuminati são uma raça de humanóides reptilianos conhecida como a Fraternidade babilônica, em que muitos elementos são reptilianos, incluindo George W. Bush, Rainha Elizabeth II, e os cantores Kris Kristofferson, e Boxcar Willie.
De acordo com a Political Research Associates, o compromisso de Icke pode arrebatar um público bastante numeroso no Canadá, podendo chegar a 1000 pessoas em Vancouver. Durante uma sessão de palestras em outubro de 1999, foi ovacionado por estudantes após uma palestra de quatro horas na Universidade de Toronto, enquanto seus livros foram retirados das prateleiras da Indigo Books, em Ontário, depois dos protestos do Congresso Judeu Canadense.

## Biografia
Filho de Beric Vaughan Icke (Leicester, 1907) e Barbara J. Icke (nascida Cooke), que se casaram em 1951, Icke cresceu em um conjunto habitacional para famílias de baixa renda, junto com seus pais e seus outros dois irmãos. Seu pai foi médico ordenado pela Força Aérea Real Britânica durante a Segunda Guerra Mundial, e após a guerra tornou-se funcionário em uma fábrica de relógios.
Ele deixou a escola para jogar futebol pelo Coventry City e pelo Hereford United na Liga de Futebol Inglesa, jogando como goleiro até a sua aposentadoria forçada por causa da artrite, em 1973, quando tinha apenas 21 anos.
Ele encontrou um emprego no jornal local de Leicester, tornando-se repórter e, logo depois, apresentador esportivo local para o programa da BBC denominado South Today. Ele apareceu no primeiro episódio do primeiro show matinal nacional da televisão britânica, conhecido como BBC Breakfast Time, apresentando as notícias esportivas até o ano de 1985. Mais tarde, integrou o time de apresentação do BBC Sport, na maioria das vezes como apresentador substituto no Grandstand e em programas de bilhar. Ele trabalhou com o time da BBC na cobertura dos Jogos olímpicos de 1988. Ele continuou a trabalhar para a BBC Sport até o ano de 1990.
Envolveu-se, também, com o Partido Verde da Inglaterra e do País de Gales, onde alcançou rapidamente a posição de porta-voz nacional do partido. Seu talento para se comunicar com o público fez com que o jornal The Observer chamasse-o de o "Tony Blair do Partido Verde".
Ele escreveu seu primeiro livro em 1989, It Doesn't Have To Be Like This, um resumo de suas ideias a respeito do meio ambiente e sua filosofia política.

## Contato com o mundo espiritual

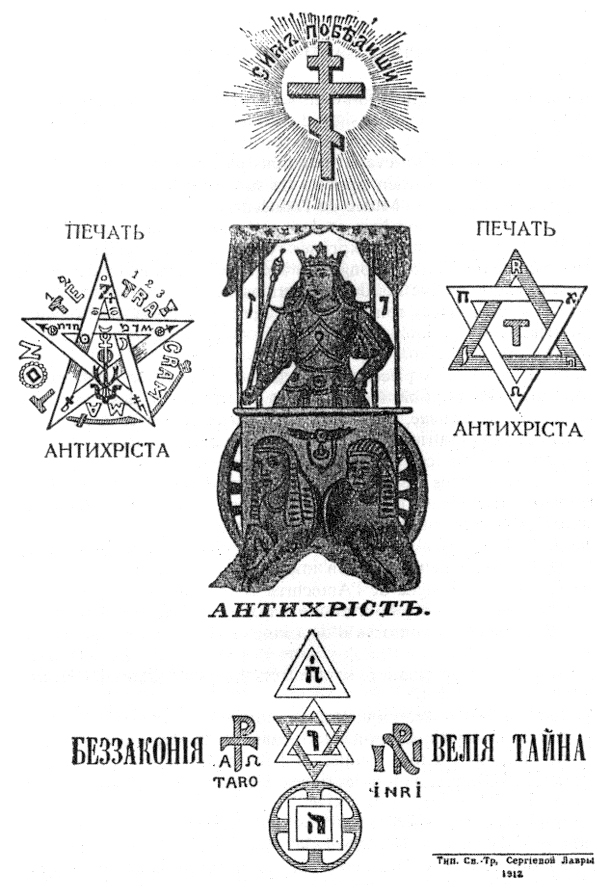
Os Protocolos dos Sábios de Sião

Em sua autobiografia online, Icke escreve que, em março de 1990, enquanto trabalhava como porta-voz nacional para o Partido Verde, recebeu uma mensagem do mundo espiritual através de um médium, identificado pelo The Guardian como sendo Betty Shine, uma médium de Brighton. Ela lhe revela que ele é o que se chama de curandeiro, o qual foi escolhido por sua coragem e enviado para curar a Terra. Fora encaminhado para o futebol para aprender o que significa a disciplina. Ela também disse que ele deixaria a política e se tornaria famoso, publicando cinco livros em um espaço de três anos e que, em um determinado dia, haveria um grande terremoto, e que o "mar reclamaria o que era seu", por conta dos abusos que a humanidade comete contra o planeta.
Quando Icke falou à liderança do Partido Verde sobre aquilo que havia experienciado, foi proibido de falar em comícios e para o público em geral em nome do Partido. Em 1991, depois de uma viagem ao Peru, ele escreveu Truth Vibrations, um trabalho autobiográfico o qual resumia suas experiências de vida até aquele momento, enfatizando experiências espirituais. Ele começa, então, a usar apenas roupas na cor azul turquesa e, em 27 de março de 1991, fez uma conferência de imprensa para anunciar: "eu sou um canal para o espírito de Cristo. O título me foi conferido muito recentemente por Deus."
Naquele ano, em uma entrevista no programa de Terry Wogan, Icke anunciou que era "o filho de Deus", e que a Inglaterra seria devastada por ondas altas e terremotos. Suas colocações foram alvo de risos e ridicularização por parte da plateia que estava no estúdio, zombaria por parte da imprensa, além de ser considerado mentalmente desequilibrado. Icke disse mais tarde ter sido mal-interpretado pela mídia. De acordo com ele, ele usou a expressão "filho de Deus" "…no sentido de ser um aspecto, como entendi naquele momento, da Consciência infinita que é tudo. Conforme escrevi anteriormente, somos como gotas d'água em um oceano de consciência infinita".
Após ser bastante ridicularizado, desapareceu da mídia e da vista do público. Ele escreveu que, por muitos anos, era incapaz de andar pelas ruas sem que as pessoas o apontassem ou rissem dele, e que essa experiência o ajudou a encontrar a coragem para desenvolver suas ideias controversas, porque não se encontrava mais com medo daquilo que as pessoas pensavam dele. Ele disse a Jon Ronson:
| “ | Um dos meus maiores medos quando criança era o de ser ridicularizado em público. E isso se tornou real. Como apresentador de televisão, fui respeitado. As pessoas vêm até você nas ruas, apertam a sua mão e conversam com você de forma respeitadora. Mas, de repente, da noite para o dia, isso se transforma em 'Icke é louco'. Eu não podia caminhar por qualquer rua na Inglaterra sem que as pessoas rissem de mim. Foi um pesadelo. Meus filhos ficaram arrasados porque o pai deles era um alvo de ridicularização. | ” |

## Obras sobre conspiração
Icke publicou, pelo menos, 20 livros, os quais resumiam, em linhas gerais, suas ideias, uma mistura de filosofia espiritual e conspiração apocalíptica. Michael Barkun, um cientista político norte-americano, em um estudo sobre a subcultura da teoria da conspiração, em 2003, diz que Icke é "o mais fluente dos autores sobre conspiração, imprimindo a suas obras uma clareza raramente encontrada no gênero".
As ideias centrais de Icke são traçadas em quatro livros que foram escritos ao longo de sete anos: The Robots' Rebellion (1994), … And the Truth Shall Set You Free (1995), The Biggest Secret: The Book that Will Change the World (1999), e Children of the Matrix (2001). A teoria da conspiração básica é a de que o mundo é controlado por uma rede de sociedades secretas denominadas "Fraternidade", estando os "Illuminati" ou "Elite Global" no topo". A meta da Fraternidade é um governo mundial, um plano que Icke diz ter sido arquitetado em Os Protocolos dos Sábios de Sião, que é realmente o plano revelado dos Illuminati. Icke, em concordância com muitos outros teóricos sobre conspiração, diz que os métodos destes conspiradores incluem o controle das economias mundiais e o uso de técnicas do controle da mente.
A Elite Global controla a Fraternidade e o mundo utilizando o que Icke chama de uma "pirâmide de manipulação", a qual consiste em um conjunto de estruturas hierárquicas envolvendo bancos, negócios, forças armadas, sistema educacional, mídia, religião, indústrias de medicamentos, agências de inteligência e o crime organizado. No ponto mais alto da pirâmide estão o que Icke chama de "Carcereiros", os quais não são humanos. Ele escreve que: "uma estrutura humana em forma de pirâmide foi criada sob a influência e projeto dos Carcereiros extraterrestres e seu mestre superior, a Consciência luciférica. Eles controlam o os seres humanos no topo da pirâmide, a qual eu apelidei como Elite Global".
Icke menciona que o Holocausto, o Atentado de Oklahoma, os Ataques de 11 de setembro de 2001, dentre outros como o Assassinato de John F. Kennedy, e a morte da Princesa Diana foram exemplos de eventos financiados e organizados pela Elite Global. O jornalista britânico Simon Jones escreve que, de acordo com Icke, "pessoas comuns estão sendo enganadas em acreditar que o curso natural de eventos mundiais são consequências de forças políticas conhecidas e de eventos incontroláveis e fortuitos. Entretanto, o curso da humanidade está sendo manipulado em todos os níveis. Aqueles indivíduos providenciam incidentes em todo o mundo, os quais obtêm uma resposta da população ('algo precisa ser feito') e, em troca, permite àqueles que estão no poder a fazer tudo aquilo que planejaram anteriormente". Icke refere-se a isso como problema-reação-solução.

### Humanoides reptilianos
Em 1999, Icke escreveu e publicou The Biggest Secret: The Book that Will Change the World, no qual identificou os carcereiros extraterrestres como reptilianos da constelação de Draco. Eles andam de forma ereta e tem uma aparência humana, vivendo não somente em seus planetas de origem, mas também em cavernas e túneis aqui na Terra. Eles fizeram cruzamentos com humanos, criando "híbridos", que são possuídos pelos reptilianos puros. O DNA humano-reptiliano de um híbrido permite que eles passem da forma reptiliana para a humana, caso consumam sangue humano. Icke esboçou paralelos com a série de ficção científica V - The Final Battle, que retratava a Terra sendo invadida por aliens em forma de répteis disfarçados de humanos.
De acordo com Icke, o grupo reptiliano inclui muitas pessoas proeminentes e praticamente todos os líderes mundiais, desde Elizabeth Bowes-Lyon a George H. W. Bush, Hillary Clinton, Harold Wilson e Tony Blair. Essas pessoas ou são reptilianas ou trabalham para os répteis e são chamados, por Icke, de "vítimas escravas" do Transtorno Dissociativo de Identidade: "Os Rothschilds, Rockefellers, a Família real britânica e as poderosas famílias dos Estados Unidos que controlam os setores político e econômico e o resto do mundo provêem desta mesma linhagem sangüínea. A questão do esnobismo é para se melhor preservar a estrutura genética, a combinaçãodo DNA mamália-reptiliano, a qual permite que eles troquem de forma".
Em Tales From The Time Loop e outros trabalhos, Icke afirma que as religiões mais organizadas, especialmente o Judaísmo, o Cristianismo e o Islamismo, são criações dos Illuminati, designadas para dividir e conquistar a raça humana por meio de conflitos sem fim. Seguindo o mesmo raciocínio, Icke acredita que as divisões étnicas e raciais são uma ilusão criada pelos reptilianos e que o racismo alimenta o plano dos Illuminati.

## Relação com a extrema-direita
Michael Barkun, Professor de Ciência Política na Maxwell School of Citizenship and Public Affairs, Universidade de Syracuse, escreve que Icke mudou agressivamente com a intenção de aumentar seu público com o desenvolvimento de uma página bastante elaborada na Internet, organizando palestras na Inglaterra, América do Norte, Austrália, Nova Zelândia e África do Sul e com a venda de livros e videotapes.
Barkun escreve que Icke "procurou claramente cultivar a extrema-direita" mencionando uma história do Evening Standard londrino de 1995, em que alegava que "paralelos incomuns estavam emergindo" entre o trabalho de Icke e os de pessoas mais experientes do movimento militar americano. Barkun argumenta que a relação entre Icke, as milícias e o Movimento Patriótico Cristão é complexa e tensa por conta da experiência da Nova era que Icke traz consigo. Por outro lado, Icke acredita que o Movimento patriótico cristão seja o único a entender a verdade sobre a Nova Ordem Mundial, mas supostamente disse ao grupo: "não sei do que não gosto mais, se do mundo controlado pela Fraternidade ou aquele que você quer colocar em seu lugar".

### Acusações de antissemitismo

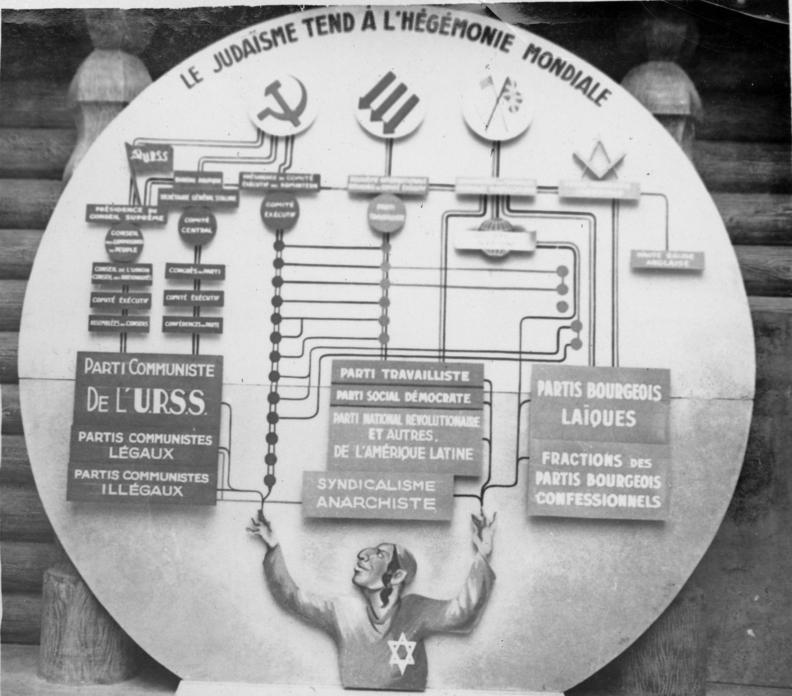
Apologia ao antissemitismo.

Alguns comentaristas escreveram que as teorias de Icke sugerem uma forma de antissemitismo, por causa de suas referências a uma elite secreta que controla o mundo, incluindo-se famílias judias bastante proeminentes que lidam com bancos, as quais, ele diz, planejaram o Holocausto e financiaram Adolf Hitler. Ele também faz referências aos Protocolos dos Sábios de Sião. Em sua obra, … And the Truth Shall Set You Free, ele escreveu o seguinte:
Estou convencido de que um pequeno grupo de judeus, que despreza a própria raça judia, trabalhou com não judeus a fim de provocar a Primeira Guerra Mundial, a Revolução Russa de 1917 e a Segunda Guerra Mundial. Essa elite judia/não-judia usou a Primeira Guerra Mundial para assegurar a Declaração de Balfour e o princípio de O Estado Judeu. Depois, dominou a Conferência de Paz de Versailles e criou as circunstâncias que tornaram inevitável a Segunda Guerra Mundial. Além disso, financiou a ascensão de Hitler em 1933 e disponibilizou verba para seu rearmamento.
Em 1995, Alick Bartholomew of Gateway, àquela época editor de Icke, disse ao Evening Standard que uma versão anterior de … And the Truth Shall Set You Free continha material sobre o Revisionismo do Holocausto." A página de Icke na Internet possui um fórum em que participantes apresentam, regularmente, relatos históricos incluindo o revisionismo do holocausto, as teorias de conspiração antissemitas, e as ideias pró-nazi.
Icke mencionou publicações da supremacia branca, neo-nazi e outras da extrema-direita em seus livros. O jornalista britânico Simon Jones menciona que a bibliografia de … And the Truth Shall Set You Free lista The Spotlight, publicado anteriormente pelo extinto partido político Liberty Lobby, o qual Icke diz ser "excelente", e On Target, publicado pela Australian League of Rights, a qual organizou palestras para o David Irving, um escritor que nega a existência do Holocausto. Jones escreve o seguinte: "É tentador rotular David Icke como um homem confuso e ignorante, manipulado por extremistas a fim de apresentar sua filosofia em um formato socialmente aceitável. Porém, Icke entende claramente as implicações de suas palavras".
Mark Honigsbaum escreveu sobre a aparente ligação entre os defensores mais extremos da Nova era e o movimento militar de extrema-direita nos Estados Unidos. Os livros de Icke contêm múltiplas referências aos "Illuminati", os quais Icke e o movimento militar acreditam ser o governo secreto que eles chamam de "Nova Ordem Mundial". Em 1995, Honigsbaum escrever para o Evening Standard londrino que o Combat 18, o grupo briânico neo-nazista, estava publicando as palestras de Icke na Inglaterra em sua revista interna, Putsch. A revista dizia que Icke falou sobre "'as ovelhas' e como os 'illuminati' as utilizam para seus propósitos". A revista não para por aí; continua dizendo que: "[Icke] começou a falar sobre a grande conspiração de um grupo de banqueiros, dos papas da mídia, etc., nunca mencionando, de forma inteligente, o que todos eles tinham em comum".
Icke acredita que o Combat 18 é uma frente da Liga Antidifamação (ADL), a qual, por vezes, é uma frente dos "Illuminati". O papel da ADL, diz ele, é o de "rotular como antissemita" qualquer um que chegue bem próximo da "verdade". Em, … And the Truth Shall Set You Free, ele escreveu o seguinte: "na Inglaterra, soube, através de fonte bastante confiável, muito próxima do Serviço de segurança e Serviço secreto britânicos que o grupo de "extrema-direita, Combat 18, é uma frente para a sinistra Liga Antidifamação, ramo norte-americano do serviço secreto de Israeli/Rothschild, o Mossad. a Liga Antidifamação (ADL) opera na Inglaterra e Europa desde 1991 e seu papel é o de rotular como antissemita qualquer um que chegue bem próximo da verdade do que está acontecendo. Que maneira melhor para desacreditar um investigador do que possuir um grupo de "extrema-direita" como o Combat 18 para elogiá-los?"
Icke negou veementemente que seus répteis representam judeus, chamando isso de "asneira deslavada". "Não sou um antissemita!", disse ao The Guardian"", "Tenho grande respeito pelo pelo povo judeu". Ele mantém a ideia de que os reptilianos não são humanos e, portanto, não são judeus, porém são "entidades extraterrestres" que invadem as mentes humanas e as controlam. "Isso não é uma trama judia. Isso não é uma trama contra o mundo feita pelo povo judeu", disse Icke a Jon Ronson.
O jornalista britânico Louis Theroux, ao comentar a obra de Jon Ronson, Them: Adventures with Extremists, teve cuidado em não acusar Icke de antissemitismo: "a teoria de Icke é basicamente Os Protocolos dos Sábios de Sião com um novo elenco e algumas mudanças no roteiro. Como não era de se surpreender, Icke tornou-se suspeito de antissemitismo. Além de a suspeita ser injusta, sugere-se que ele seja tão perigoso que precise ser censurado e os cães de guarda dão um ar de seriedade a suas ideias que - francamente - são bem imbecis".
Em 2018, em resposta a acusações de anti-semitismo, Icke declarou: 
"A minha filosofia e visão da vida é a de que todos nós somos um ponto de interrogação dentro do mesmo estado de Consciência Infinita, os rótulos que nos dão e que damos a nós mesmos nada mais são que temporárias experiências e não o quem realmente somos... Então pra mim, todo racismo é ridículo e perde completamente o ponto de quem somos e de onde estamos."
Seguindo as reclamações do Congresso Judaico Canadense, em 2000, Icke ficou brevemente detido por oficiais de imigração no Canadá, e teve seus livros retirados da respectiva livraria, suas apresentações posteriormente foram canceladas nos espaços a serem realizados.
Em fevereiro de 2019, O Governo Australiano cancelou o visto de Icke frente a uma programação de palestras que ele realizaria no país. David Coleman, ministro do Partido Liberal Australiano, confirmou uma denúncia anterior dada pelo acadêmico Dvir Abramovich, também presidente da Comissão Anti-difamação Judaico-Australiana.
Icke posteriormente emitiu uma declaração citando a si mesmo, como "vítima de uma campanha difamatória por parte de políticos que tem dado ouvidos aos interesses de grupos especiais".
Em 4 de novembro de 2022, foi noticiado que Icke havia sido proibido de entrar na Holanda  por dois anos, após receber uma carta do governo holandês dizendo que sua presença no país representaria um risco à ordem pública.   A proibição também impede que Icke entre no Espaço Schengen sem visto prévio da União Europeia.

### Protestos no Canadá
Em 1999, com os protestos do Congresso Judeu Canadense, os livros de Icke foram retirados da lojas da Indigo Books and Music de Ontário e vários locais em que daria palestras cancelaram com ele. Apesar disso, a Universidade de Toronto permitiu que seu discurso fosse feito, mesmo com a presença de 70 protestantes, inclusive o Partido Verde de Ontário, do lado de fora do Hart House Theatre. Icke foi ovacionado após palestrar por quatro horas.
O professor de direito Edward Morgan da Universidade de Toronto escreveu, em 30 de setembro de 2000, para o reitor da universidade, Robert Pritchard: "Tendo me envolvido em célebres casos no Canadá lidando com literatura agressiva, no meu ponto de vista, este é precisamente o tipo de material difamador com o qual a Suprema Corte do Canadá estava preocupada em sua decisão, referindo-se à proibição do Código Criminal Canadense. As publicações elogiam traços clássicos de antissemitismo, estando repletas de referências a uma sociedade secreta que gerencia uma conspiração global, liderada por um grupo de judeus manipuladores".
Sumari Communications, a qual financiou a turnê de palestras de Icke, negou as alegações: "argumentamos a respeito da questão de antissemitismo, porque a comunidade judaica optou por isolar as citações sobre antissemitismo nos livros de David, quando este último utiliza citações de autores judeus para provar suas teorias. Ninguém está forçando essas pessoas a estarem aqui, mas o que importa é que eles têm uma escolha. Isso se chama liberdade e David nem mesmo menciona os judeus em seus discursos".
O próprio Icke falou sobre essa questão durante seu discurso: "Isso é uma trama dos judeus? Não, não, não. É uma trama? Sim, sim, sim. Estamos sendo manipulados e eu não ligo se vocês são judeus, chineses, católicos, etc. Todos nós estamos sendo manipulados. E todas as pessoas que se ofendem com aquilo que digo, deveriam pensar em não ficar ofendidos".

#### Controvérsia com Richard Warman
O advogado de direitos humanos canadense Richard Warman concedeu uma entrevista ao jornalista britânico Jon Ronson para um documentário sobre Icke. Durante a entrevista, Warman disse que, no ano de 2000, ajudou a destruir as entrevistas e noites de autógrafos que Icke tinha organizado no Canadá para veiculação de suas ideias. A revista Macleans disse que, mesmo com os esforços de Warman, Icke conseguiu atrair um público de 1.200 pessoas para assistir ao seu discurso naquele ano, em um teatro no centro de Vancouver.
Em 2001, quando Icke publica Children of the Matrix, Warman envia advertências às livrarias canadenses, avisando que o livro contém colocações difamatórias, incluindo a alegação de que Warman estava trabalhando para cessar a exposição do abuso e sacrifício de crianças. A Associação das Livrarias da Colúmbia Britânica menciona as advertências de Warman na base de dados da Internet como tentativas de censura.

## Atividades atuais
Icke mora na cidade de Ryde, situada nas Ilha de Wight, desde 1982 e raramente aparece em público.
Em janeiro de 2003, ele viajou ao Brasil e, mais tarde, revelou ter usado Ayahuasca: "é uma planta encontrada na floresta tropical, a qual os nativos transformam no que chamam de choque e o Xamã, da América do Sul, utiliza-a por séculos com o intuito de levar as pessoas a outros domínios da realidade. "Eu experimentei a planta duas vezes e foi uma verdadeira experiência, particularmente na segunda noite, quando transformou completamente a visão que tenho da vida. O que ela realmente fez foi modificar minha compreensão intelectual de que o mundo é uma ilusão nos domínios do conhecimento de que realmente é uma ilusão e há uma diferença entre compreender intelectualmente que é uma ilusão e o nível de conhecimento dessa ilusão pelo fato de tê-la experimentado. Cheguei aos 50 anos experimentando apenas um cogumelo e nunca fumei maconha ou qualquer outra coisa".
Icke também critica amplamente o aquecimento global, negando as mudanças climáticas, dizendo que tudo isso é um engano. Ele faz referência ao aumento na variação das manchas solares e observa a o aumento nas temperaturas de outros planetas dentro do sistema solar, percebendo que o aquecimento global como um ciclo natural.

## Político independente
Em junho de 2008, Icke anunciou que figuraria sob o nome "Big Brother - The Big Picture" durante as candidaturas de Haltemprice e Howden, em 10 de julho, embora os votos não o tivessem inserido em qualquer partido. Icke afirmou que não esperava ganhar e não faria o juramento à rainha, caso vencesse, pré-requisito para qualquer político parlamentar eleito, por esse motivo não sendo possível frequentar o Parlamento do Reino Unido. Ele ficou em 12º lugar nas eleições, conseguindo 110 votos, perdendo todo o seu dinheiro.

## Família
David Icke casou-se duas vezes, a primeira com Linda Atherton, em 1971, e a segunda com Pamela Leigh Richards. Ambas esposas estão envolvidas com suas publicações. Icke teve três filhos com Linda: Kerry Icke (nascida em 1975), Gareth Icke (nascido em 1981) cantor e compositor e jogador profissional de futebol de areia, e Jayme Icke (nascido em 1992), goleiro da academia para jovens Portsmouth F.C..

## Trivialidades
Televisão
- Em 26 de dezembro de 2006, o canal de televisão britânico Five mostrou "David Icke: Was He Right?".
- Icke foi caracterizado no terceiro episódio da primeira temporada dos comediantes Penn e Teller chamado Penn and Teller: Bullshit!, o qual fala de abduções.

Imprensa
- Em pesquisa (em inglês) publicada em janeiro de 2006 pela revista BBC Homes and Antiques, Icke figurou como a 3ª estrela mais excentrica, ficando atrás, apenas, de Björk e Chris Eubank.

## Obras

### Livros
- It's a Tough Game, Son, Piccolo Books, 1983. ISBN 0-330-28047-3
- It Doesn't Have To Be Like This, Green Print, 1989. ISBN 1-85425-033-7
- Love Changes Everything, Harper Collins Publishers, 1992. ISBN 1-85538-247-4
- In the Light of Experience: The Autobiography of David Icke, UK, Time Warner Books, 1993. ISBN 0-7515-0603-6
- Truth Vibrations, Gateway, 1991 ; Revised edition 1994. ISBN 1-85860-006-5
- Days of Decision, Jon Carpenter Publishing, 1994. ISBN 1-897766-01-7
- The Robot's Rebellion, Gateway, 1994. ISBN 1-85860-022-7
- Heal the World: A Do-It-Yourself Guide to Personal and Planetary Transformation, Gateway, 1994. ISBN 1-85860-005-7
- …and the Truth Shall Set You Free, UK, Bridge of Love Publications, 1996. ISBN 0-9538810-5-9
- I Am Me, I Am Free: the Robot's Guide to Freedom, Truth Seeker, 1996 ; 1998. ISBN 0-9526147-5-8
- Lifting the Veil: David Icke interviewed by Jon Rappoport, Truth Seeker, 1998. ISBN 0-939040-05-0
- The Biggest Secret: The Book That Will Change the World, UK, Bridge of Love Publications, 1999. ISBN 0-9526147-6-6
- Children of the Matrix. How an Interdimensional Race has Controlled the World for Thousands of Years-and Still Does, UK, Bridge of Love Publications, 2001. ISBN 0-9538810-1-6
- Alice in Wonderland and the World Trade Center Disaster, UK, Bridge of Love Publications, 2002. ISBN 0-9538810-2-4
- Tales from the Time Loop: The Most Comprehensive Exposé of the Global Conspiracy Ever Written and All You Need to Know to Be Truly Free, UK, Bridge of Love Publications 2003. ISBN 0-9538810-4-0
- Infinite Love Is the Only Truth: Everything Else Is Illusion, USA, Bridge of Love Publications, 2005. ISBN 0-9538810-6-7
- The David Icke Guide to the Global Conspiracy (and how to end it), UK, David Icke Books Ltd, 2007. ISBN 978-0-9538810-8-6

### DVDs e vídeos
- Speaking Out: Who Really Controls the World and What We Can Do About It
- David Icke: Turning of the Tide (1996)
- The Reptilian Agenda (1999) (DVD)
- David Icke: Revelations of a Mother Goddess
- David Icke: The Freedom Road (2003)
- David Icke: Secrets of the Matrix, Parts 1–3 (2003) (DVD)
- David Icke, Live in Vancouver: From Prison to Paradise (2005) (DVD)
- Freedom or Fascism: The Time to Choose (2006) (DVD)
- Beyond The Cutting Edge (2008) (DVD)